# Raffaele Riccobene
Don Raffaele Riccobene (Caltanissetta, ... – Caltanissetta, 1722) è stato un presbitero italiano.

## Biografia
Della vita di Raffaele Riccobene non si sa molto. Sono di certo note le sue opere di bene nel territorio nisseno. Difatti egli fu promotore del rinnovamento della Cattedrale di Caltanissetta, lasciò infatti 700 onze, per testamento, in modo tale da poter ornare il tempio. Inoltre, grazie al suo lascito testamentario, nel 1711, la chiesa di San Giovanni, nel quartiere degli «Angeli», fu sottoposta a un radicale restauro che, secondo le testimonianze, non lasciò nulla della preesistente chiesa del XI secolo. Per la chiesa di San Giuseppe invece, con la cifra di 300 onze, da lui assegnata per il completamento, furono realizzati nel 1722 il prospetto e il campanile, secondo la relazione redatta dal capomastro Francesco Scarpulla.

### Sepoltura
La sua sepoltura con lapide plana, cioè semplice, e quella dell'arciprete Vincenzo La Russa andrebbero collocate dinanzi il precedente ingresso della cappella di San Michele, essendone egli stato benefattore, oggi corrispondente dinanzi la vetrata della cappella del Santissimo Sacramento (ex cappella Capitolo).

## Ornamento della Cattedrale di Caltanissetta
Il Riccobene, per espresso desiderio, scrisse nel suo terzo testamento del 31 gennaio 1720, presso il Notaio Arcangelo Mammana di Caltanissetta e pubblicato il 17 febbraio 1722, che aveva donato 700 onze (8925 lire), durante l'arcipretura di Agostino Riva, per far ornare «con pitture a fattura a bassorilievo in oro» la volta della navata maggiore e il cappellone, cioè la parete di fondo, della chiesa madre. Con tale cifra furono chiamati il pittore fiammingo Guglielmo Borremans e un altro pittore e l'architetto palermitano Francesco Ferrigno. Dispose che sulle onze 700 dovessero farsi tutte le spese per ponti e legname, per acquisto di oro zecchino, per pagamento di mano d'opera degli addetti alla costruzione ed alla decorazione non escluso il trattamento ai pittori e all'architetto. Inoltre ricordiamo l'istituzione dei duecentotrentasei ceri in onore di San Michele Arcangelo, da rinnovare in perpetuo due volte l'anno, segno della sua grande devozione.

## Omaggi
- Iscrizione commemorativa nella Cattedrale di Caltanissetta: nella parete interna della chiesa, entrando a sinistra, tra la raffigurazione in stucco di San Michele Arcangelo e il monumento sepolcrale del parroco prevosto Giuseppe Sillitti vi è posta un'iscrizione alla memoria di Raffaele Riccobene, forse opera di Mariano Auristuto Barresi, che recita così:

HUJUS FID.MÆ ET FERT.MÆ CIV.
VEREOR SI CIVIS AN PATER, NON MAGIS
OPIBVS, QUAM ANIMI PROBITATE AFFLUENS,
IN ADAMANTINA ÆTERNITATIS TABULA,
SMARAGDINIS ILLUSTRIUM OPERUM CARACTERIB..9
CAUSAM SCRIBIT, QUARE OPIBUS, ET OPERIB.9 SIT DIVES
BENE ARGENTUM ENIM APPENDENS IN PANIB,.9 HAS
MURENULAS AUREAS AB AGNI SACRAMENTATI SPONSA
PENDENTES, PHA LERASQ. APPELLEAS, SACRAVIT IN
PRIMARII CURIÆ COELE STIS PÑPIS DIVI MICHAEL. ARCH.
GLORIFICANDA SOLLEMNIA, BIS CENT TRIGINTA SEX CEREA
PERPETUO SING. ANNI RENOVANDO, ATQ. EJ..9 SACELL
FERREIS AURO VERMICULATIS CANCELLIS, GRAFICEQ.
CONCINN.9, INSTITUIT, ORNAVIT LABENTI PRÆCURSORIS
ECCLESIÆ, EXTRUENDÆQ. D. IOSEPHI ALTERÆ,
QUINGENTOS DICAVIT AVREOS. UN DE GRATISSIMI
CONCIVES, UT EJ.9 MONUMENTUM AB ARDUA TEMPORIS
ARRIPERENT INVIDIA. TANTÆQ. PIETATIS ARGUMENTA
POSTERIS IN GLORIÆ STIMULUM OSTENDERẼ
EJUS HOC SIMULACRUM, IPSO MODÉ
STÉ REPUGNANTE, COMŨNI
POSUERE VOTO ₰ KAL. JUN
MDCCXIX»
Il testo, abbastanza complesso, presenta molte abbreviazioni, di seguito la forma esplicita:
HUJUS FIDelissiMÆ ET FERTilissiMÆ CIVitatis
VEREOR SI CIVIS AN PATER, NON MAGIS
OPIBVS, QUAM ANIMI PROBITATE AFFLUENS,
IN ADAMANTINA ÆTERNITATIS TABULA,
SMARAGDINIS ILLUSTRIUM OPERUM CARACTERIBus
CAUSAM SCRIBIT, QUARE OPIBUS, ET OPERIBus SIT DIVES
BENE ARGENTUM ENIM APPENDENS IN PANIBus HAS
MURENULAS AUREAS AB AGNI SACRAMENTATI SPONSA
PENDENTES, PHA LERASQ. APPELLEAS, SACRAVIT IN
PRIMARII CURIÆ COELE STIS PriNciPIS DIVI MICHAELis ARCHangeli
GLORIFICANDA SOLLEMNIA, BIS CENTUm TRIGINTA SEX CEREA
PERPETUO SING. ANNI RENOVANDO, ATQue EJus SACELLUm
FERREIS AURO VERMICULATIS CANCELLIS, GRAFICEQue
CONCINNUm, INSTITUIT, ORNAVIT LABENTI PRÆCURSORIS
ECCLESIÆ, EXTRUENDÆQue Divi IOSEPHI ALTERÆ,
QUINGENTOS DICAVIT AVREOS. UN DE GRATISSIMI
CONCIVES, UT EJus MONUMENTUM AB ARDUA TEMPORIS
ARRIPERENT INVIDIA, TANTÆQue PIETATIS ARGUMENTA
POSTERIS IN GLORIÆ STIMULUM OSTENDEREnt
EJUS HOC SIMULACRUM, IPSO MODÉ
STÉ REPUGNANTE, COMmUNI
POSUERE VOTO ₰ KALendas JUNii
MDCCXIX»
Tradotto:
Il reverendissimo sacerdote Don Raffaele
Riccobene, di questa fedelissima e fertilissima città,
stimo se non come cittadino piuttosto come padre, non tanto
per i mezzi, quanto abbondante per onestà d'animo,
scrive nell'infrangibile libro dell'eternità con caratteri preziosi
di opere illustri il motivo,
per cui, essendo ricco di risorse e di opere
bene pesando infatti il danaro in forme, ha dedicato
queste piccole collane
d'oro pendenti dalla sposa dell'Agnello sacramentato, e i dipinti di Apelle,
istituì duecentotrentasei ceri a glorificare le solennità
del principe divino Michele Arcangelo della primaria corte celeste,
da rinnovare
in perpetuo due volte ogni singolo anno, e ornò,
la sua cappella con la cancellata di ferro lavorata in oro
e perfettamente elegante,
dedicò cinquecento monete alla chiesa danneggiata del Precursore
e all'altra da costruire del divino Giuseppe.
Quindi i gratissimi concittadini, per recuperare il suo monumento
dall'ardua invidia del tempo,
e mostrare ai posteri argomenti di tanta pietà
a stimolo di gloria,
questo suo simulacro, opponendosi modestamente egli stesso,
posero con voto unanime,
alle calende di giugno 1719.»
Spiegazione:
L'iscrizione, tra le più importanti e significative di tutta la chiesa madre nissena, celebra alcuni degli «innumerevoli meriti» del sacerdote Riccobene, in particolare per l'abbellimento intorno ad essa e perché mecenate e committente degli affreschi al Borremans.La suddetta iscrizione laudativa, collocata il 1º giugno (KAL. JUN) 1719, di cui non ci è dato conoscere l'autore, presenta il verbo vereor in prima persona, ed è come se parlasse l'autore. Potrebbe trattarsi di Mariano Auristuto Barresi che, nel 1719, era già un apprezzato giovane letterato, dallo stile forbito ed elegante, autore come annotato, di altre iscrizioni nella chiesa. Si tratta di un'epigrafe celebrativa, elegante, perfettamente elaborata e riuscita nella progressiva descrizione dei meriti del Riccobene. L'iscrizione può essere scomposta in tre parti: la prima riferita alla chiesa madre, la seconda al patrono San Michele e la terza a due chiese della città, San Giovanni e San Giuseppe.

### Prima parte
Nella prima, è ricordato l'abbellimento a spese del Riccobene della chiesa madre di Caltanissetta, definita quest'ultima «fedelissima» e anche «fertilissima». Vengono scritte le gesta del Riccobene nell'infrangibile libro dell'eternità (adamantina aeternis tabula) con caratteri preziosi (smaragdinis caracteribus). Egli, ricco di risorse economiche e di opere (opibus, et operibus), commissionò a proprie spese, pesando il denaro in forme, cioè in lingotti (argentum appendens in panibus), le decorazioni della chiesa madre. A essa, sposa dell'Agnello Gesù, ha dedicato (sacravit) come fossero piccole collane d'oro (murenulas aureas) le decorazioni e i dipinti di Apelle (phalerasque appelleas), in cui si identifica il Borremans, nobilitato e paragonato ad Apelle di Efeso, il più grande pittore dei tempi antichi, contemporaneo e favorito di Alessandro Magno. L'autore dell'iscrizione ha voluto esprimere un concetto teologico espresso nel libro dell'Apocalisse 19,7 e in 21,2, considerando le piccole collane d'oro, cioè i medaglioni appesi alle pareti e le pitture affrescate come veri e propri gioielli, sfoggiati dalla chiesa-sposa, rivestita a festa e splendente, pronte per le nozze dell'Agnello, Gesù sposo (ab Agni Sacramentati Sponsa pendentes).

### Seconda parte
La seconda parte dell'iscrizione prosegue ricordando gli aspetti più pratici e devozionali del Riccobene, quali l'istituzione dei duecentotrentasei ceri (bis centum triginta sex cerea) in onore del principe della Corte Celeste, San Michele Arcangelo, da rinnovare in perpetuo due volte ogni anno, cioè nelle due sue solennità con le quali la città lo festeggia, l'8 maggio, per l'apparizione in città, e il 29 settembre, nella data liturguca. Da tale iscrizione apprendiamo, anche, come si presentava al tempo la relativa cappella (sacellum), perfettamente elegante (grafice concinnum), ornata con eleganti cancelli in ferro decorati in oro (ferreis auro vermiculatis cancellis).

### Terza parte
Nella terza parte troviamo i riferimenti a due chiese della città. L'autore ricorda le elargizioni del sacerdote Riccobene per le due chiese filiali, cioè succursali della madrice, quelle di San Giovanni Battista e di San Giuseppe, cui si aggiunse anche quella di Santa Maria di Monte Maggiore (Sant'Antonio alla Saccara). Infatti, come già detto in precedenza, il Riccobene fu promotore del loro rinnovamento. Dunque, per gli abbellimenti e gli aspetti devozionali e per le somme destinate a due chiese della città, i coevi del Riccobene, gratissimi concives, gli dedicarono l'iscrizione e il ritratto, che si trova, nella parete opposta, oggi piuttosto rovinato, per perpetuarne il ricordo, malgrado egli stesso non lo desiderasse (ipse modeste repugnante).

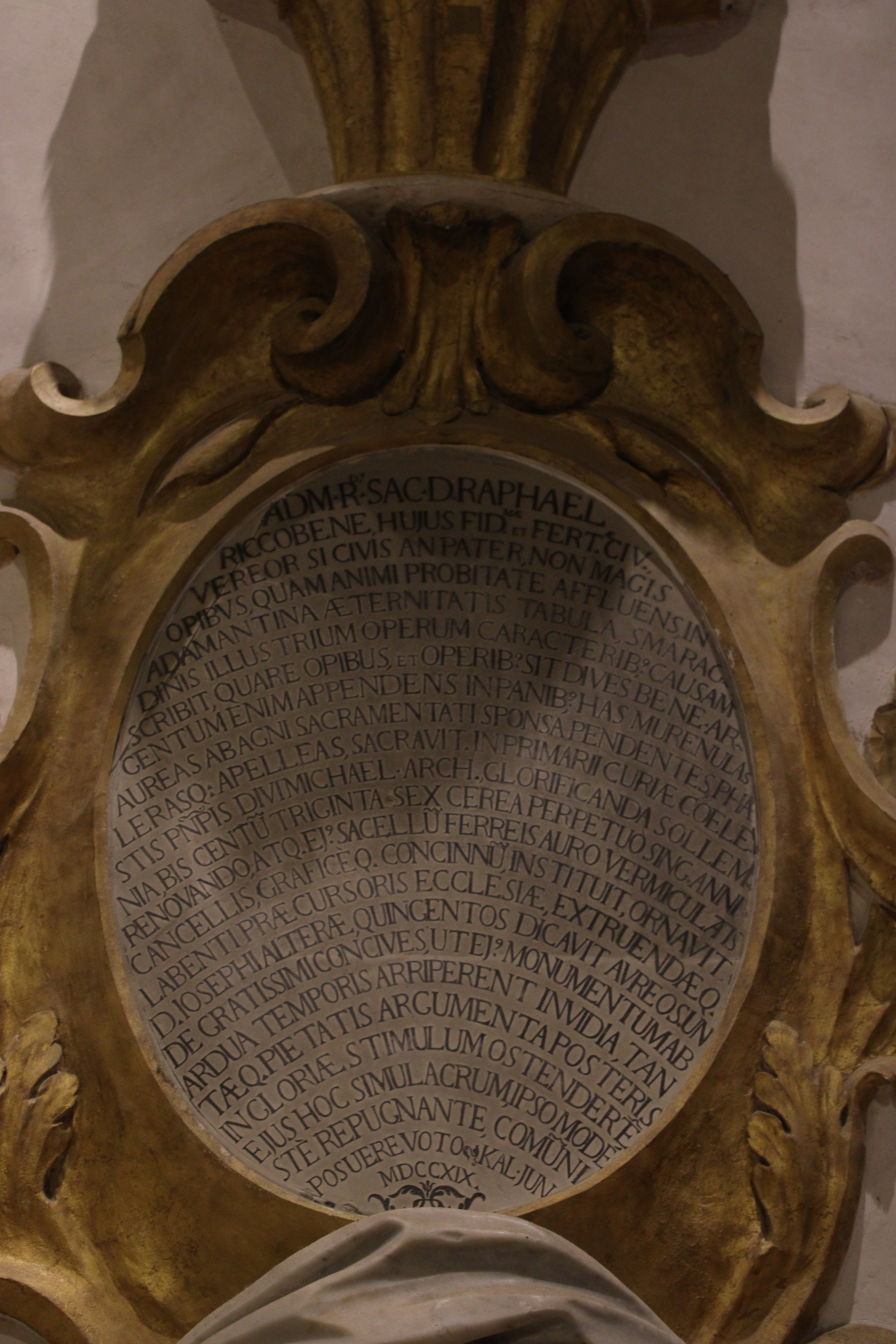
Iscrizione posta in Cattedrale in memoria del Riccobene.

## Ritratti
- Ritratto in Cattedrale: è posto nella parete interna del tempio, entrando a destra, tra la raffigurazione dell'Immacolata in stucco e il monumento sepolcrale dell'arciprete Antonio Morillo Calafato Galletti.[1]
- Ritratto nel Museo Diocesano: un tempo posto nel margine inferiore destro della pala d'altare maggiore, quella dell'Immacolata tra i Santi.[1] Dopo i bombardamenti del luglio 1943 e l'abbattimento della parete di fondo, venne ritrovato un frammento di tale ritratto, che adesso è conservato nel Museo Diocesano di Caltanissetta.[6]

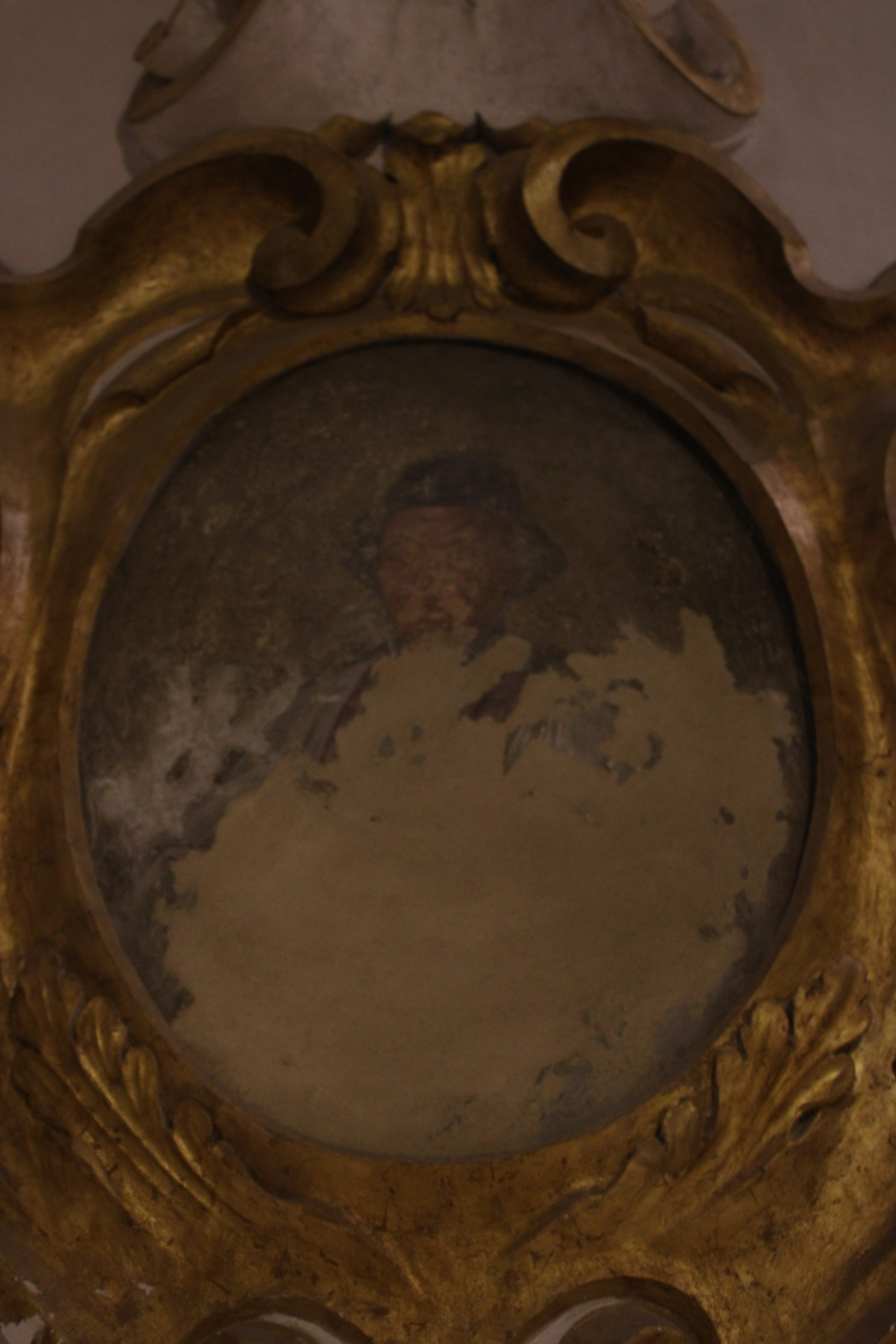
Ritratto custodito in Cattedrale